# Ritratto della famiglia di Francesco I
Il Ritratto della famiglia di Francesco I è un dipinto olio su tela di Giuseppe Cammarano, realizzato nel 1820 e conservato all'interno del Museo nazionale di Capodimonte, a Napoli.

## Storia e descrizione
Ritornato a Napoli dalla Sicilia, dove era rimasto per assolvere al compito di vicario generale anche dopo la fine del dominio francese nel regno di Napoli, il principe ereditario Francesco commissiona a Giuseppe Cammarano nel 1820 il dipinto in onore del sessantesimo onomastico del padre, Ferdinando I delle Due Sicilie; l'opera in un primo momento viene posta all'interno della reggia di Portici, nel 1823, mentre nel 1830 è trasferita alla reggia di Capodimonte: con l'Unità d'Italia viene nuovamente spostata, questa volta alla reggia di Caserta, ed infine poi ritorna al Museo nazionale di Capodimonte, nella sala 37, nella zona dell'Appartamento Reale.
La tela, che risulta essere nel suo insieme quasi al limite del grottesco e caricaturale, il cui confronto con il vicino Ritratto della famiglia di Ferdinando IV di Angelika Kauffmann risulta essere impietoso, mostra i membri della famiglia di Francesco I: la scena si svolge su un belvedere e su di una gradinata, dalla sinistra, sono raffigurate Maria Isabella con in braccio la figlia Maria Carolina, Maria Antonia, Luisa Carlotta, Maria Cristina, Ferdinando, Maria Amalia sorretta dal padre Francesco I, Carlo e Leopoldo; mancano Carolina, figlia avuta da Francesco con la duchessa di Berry, e Antonio. Nella raffigurazione il re Ferdinando viene tributato con un busto in marmo, incoronato da una corona di fiori da Maria Amalia, mentre sulla colonna che lo sorregge Ferdinando è intento a scrivere una frase in onore dell'onomastico del nonno; la rappresentazione della scultura vuole essere al contempo anche un tributo ad Antonio Canova. Sullo sfondo veduta di un bosco, di parte del golfo di Napoli e del Vesuvio.